# Jeon Hye-jin
Jeon Hye-jin (hangeul : 전혜진 ; hanja : 田慧振 ; RR : Jeon Hye-jin ; MR : Chŏn Hyejin, née le 10 août 1976, est une actrice sud-coréenne. Elle joue dans le drame historique de Lee Joon-ik, Sado (2015), pour lequel elle remporte le Blue Dragon Film Award de la meilleure actrice dans un second rôle.

## Carrière
Jeon Hye-jin, candidate au concours Miss Corée 1997 représentant Gyeongnam, commence sa carrière d'actrice avec un second rôle dans le film A Killing Story, sorti en 1998. À cette époque, elle étudie la réalisation à l’université Sangmyung (en). Bien que Jeon aime regarder des films, elle n’a jamais sérieusement envisagé de poursuivre une carrière d’actrice. Cependant, son chemin prend un nouveau tournant lorsqu'elle rencontre le réalisateur Yi Sang-woo (en), directeur artistique de la compagnie de théâtre Chaimu, à travers le film susmentionné. Il l'initie au monde du théâtre.
En 1998, Jeon adopte de tout cœur la scène et commence son parcours théâtral avec la compagnie de théâtre Chaimu, sous le nom de scène de Jeon Yi-da. Elle participe ensuite à de nombreuses productions telles que The Moral Thief, The Sogue, There, Unification Express et Shape. Son talent et sa présence lui valent le surnom de Jun Ji-hyun de Daehangno.
En 2002, Jeon fait ses débuts sur petit écran avec un rôle mineur dans le drame Ruler of Your Own World (en). Deux ans plus tard, elle endosse un rôle important en tant que Yoon Seo-gyeong, la sœur de Cha Moo-hyeok (joué par So Ji-sub), dans le drama de KBS2 du lundi au mardi, I'm Sorry, I Love You (en).
En 2008, elle apparaît comme le rôle principal féminin dans le clip vidéo de Wonji issu du 5e album de Kim Kwang-jin, et captive par son apparence innocente,.
Jeon se fait connaître au grand public avec le rôle de la consort royale Yeong dans le drame historique de Lee Joon-ik, Soda (2015), avec Song Kang-ho et Yoo Ah-in. Elle remporte le Blue Dragon Film Award de la meilleure actrice dans un second rôle pour ce rôle.
Jeon joue Chun-bae, dans le film policier noir The Beast, une informatrice qui fait une proposition risquée au détective Han-soo (Lee Sung-min).

## Vie privée
Jeon épouse son petit ami depuis sept ans, l'acteur Lee Sun-kyun, le 23 mai 2009. Leur agence annonce la naissance de leur fils le 25 novembre 2009. Ils ont un deuxième fils le 9 août 2011. 
Le 27 décembre 2023, elle appelle la police de Séoul après avoir découvert une lettre laissée comme testament par son époux. Ce dernier est retrouvé mort quelques heures plus tard dans une voiture dans le parc de Jongno.

## Filmographie

### Film
| Année | Titre                              | Titre                        | Rôle                     | Note   |
| Année | Anglais                            | Coréen                       | Rôle                     | Note   |
| ----- | ---------------------------------- | ---------------------------- | ------------------------ | ------ |
| 1998  | A Killing Story                    | 죽이는 이야기                |                          |        |
| 2000  | Lies                               | 거짓말                       |                          |        |
| 2000  | Happy Funeral Director             | 행복한 장의사                |                          |        |
| 2002  | Jungle Juice                       | 정글 쥬스                    | Meg                      |        |
| 2005  | Hello, Brother (en)                | 안녕, 형아                   |                          |        |
| 2005  | All for Love (en)                  | 내 생애 가장 아름다운 일주일 |                          |        |
| 2006  | Third Gaze — Between you and me    | 세번째 시선 — 당신과 나 사이 |                          |        |
| 2006  | A Cruel Attendance                 | 잔혹한 출근                  | Dong-hee                 |        |
| 2007  | Voice of a Murderer                | 그놈 목소리                  | Lee Ae-sook              |        |
| 2008  | Antique                            | 서양골동양과자점 앤티크      | La petite-amie du boxeur |        |
| 2009  | The Naked Kitchen (en)             | 키친                         | Kim Seon-woo             |        |
| 2009  | A Little Pond (en)                 | 작은 연못                    | La mère de Jiang         |        |
| 2013  | The Terror Live                    | 더 테러 라이브               | Park Jeong-min           |        |
| 2014  | Obsessed (en)                      | 인간중독                     | La femme de Choi         |        |
| 2015  | Chronicle of a Blood Merchant (en) | 허삼관                       | Ms. Song                 |        |
| 2015  | Sado                               | 사도                         | Lee Young-bin            | [ 10 ] |
| 2016  | Sori: Voice From The Heart         | 로봇, 소리                   | Hyun-sook                |        |
| 2017  | Sans pitié                         | 불한당: 나쁜 놈들의 세상     | Chun In-sook             | [ 11 ] |
| 2017  | A Taxi Driver                      | 택시운전사                   | Sang-goo's mother        |        |
| 2017  | The Poet and the Boy (en)          | 시인의 사랑                  | Mrs. Hyeon               | [ 12 ] |
| 2017  | RV: Resurrected Victims (en)       | 희생부활자                   | Lee Soo-hyun             | [ 13 ] |
| 2018  | Hit-and-Run Squad                  | 뺑반                         | Woo Sun-young            | [ 14 ] |
| 2019  | The Beast                          | 비스트                       | Choon-bae                | [ 15 ] |
| 2019  | Destruction finale                 | 백두산                       | Jeon Yoo-kyung           | [ 16 ] |
| 2022  | Hunt                               | 헌트                         | Bang Joo-kyung           | [ 17 ] |
| 2023  | Cross                              | 크로스                       | Hee-joo                  | [ 18 ] |

- 2024 : Revolver (리볼버) de Oh Seung-uk : Grace

### Séries télévisées
| Année | Titre                                 | Titre                     | Rôle              | Ref.   |
| Année | Anglais                               | coréen                    | Rôle              | Ref.   |
| ----- | ------------------------------------- | ------------------------- | ----------------- | ------ |
| 2002  | Ruler of Your Own World (en)          | 네 멋대로 해라            | Song Hyun-ji      |        |
| 2004  | I'm Sorry, I Love You (en)            | 미안하다, 사랑한다        | Yoon Seo-kyung    |        |
| 2005  | Drama City - She's Smiling / Memories | 드라마시티 - 납골당 소년  | Dong-hee          |        |
| 2007  | Romance Hunter                        | 로맨스 헌터               | Ahn Ham-hee       |        |
| 2018  | Misty (en)                            | 미스티                    | Seo Eun-joo       |        |
| 2019  | Search: WWW                           | 검색어를 입력하세요 : www | Chanson Ga-kyeong |        |
| 2020  | Stranger                              | 비밀의 숲                 | Choi Bit          |        |
| 2021  | Uncle                                 | 엉클                      | Wang Jun-hee      | [ 19 ] |
| 2023  | Not Others (en)                       | 남남                      | Kim Eun-mi        | [ 20 ] |
| 2024  | I Am Home                             | 아임홈                    |                   | [ 21 ] |

## Théâtre
| Année     | Titre                                                   | Titre                                   | Rôle             | Théâtre                                                     | Date                       | Ref.   |
| Année     | Anglais                                                 | coréen                                  | Rôle             | Théâtre                                                     | Date                       | Ref.   |
| --------- | ------------------------------------------------------- | --------------------------------------- | ---------------- | ----------------------------------------------------------- | -------------------------- | ------ |
| 1996      | Bi Aeonso                                               | 비언소                                  | La femme étrange | Daehak-ro Information Theatre in Seoul                      | 15 juillet au 30 août      | [ 22 ] |
| 1998      | Moral thief                                             | 도덕적 도둑                             |                  | Cultural Center Small Theater                               | 27 mars au 2 avril         | [ 23 ] |
| 1999      | Unification Express                                     | 통일 익스프레스                         |                  | Daehak-ro Information Theatre in Seoul                      | 18 mars au 25 avril        | [ 24 ] |
| 2002      | There                                                   | 거기                                    | Kim Jeong        | Dongsung Arts Center Small Theater                          | 3 octobre au 3 novembre    | [ 25 ] |
| 2003      | There                                                   | 거기                                    | Kim Jeong        | Daehangno Sangmyung Art Hall                                | 7 janvier au 23 février    | [ 26 ] |
| 2003      | Pig Hunting                                             | 돼지 사냥                               |                  | Dongsung Arts Center Small Theater                          | 19 septembre au 26 octobre | [ 27 ] |
| 2004      | The story of Yangdeokwon                                | 양덕원 이야기                           |                  | Arts Theater of The Korea Culture and Arts Promotion Agency | 25 février au 14 mars      | [ 28 ] |
| 2004      | There                                                   | 거기                                    | Kim Jeong        | Daehangno Sangmyung Art Hall                                | 14 au 19 octobre           | [ 29 ] |
| 2005      | Korea Fantasy                                           | 마르고 닳도록                           |                  | Seoul Arts Center Jayu Small Theater                        | 1er au 17 décembre         | [ 30 ] |
| 2008      | Shape                                                   | 쉐이프                                  | Se-kyung         | Dongsung Arts Center Small Theater                          | 22 août                    | [ 31 ] |
| 2010-2011 | Almost, Maine (en)                                      | 올모스트 메인                           |                  | Art One Chaimu Theater                                      | 22 décembre au 30 janvier  | [ 32 ] |
| 2013      | Love, Love, Love                                        | 러브 러브 러브                          | Sandra           | Myeongdong Arts Theatre                                     | 27 mars au 21 avril        | [ 33 ] |
| 2016      | Twenty Twenty Chaimu - Tail Cotton Story                | 스물스물 차이무 - 꼬리솜 이야기         | Ma Gap-ji        | Art Plaza 2                                                 | 6 au 29 novembre           | [ 34 ] |
| 2016      | That place - 2016 Series theatre full (滿員) - Seongnam | 거기-2016 시리즈 연극 만원(滿員) - 성남 | Kim Jung         | Seongnam Arts Center                                        | 22 au 24 avril             | [ 35 ] |